# Schloss Sasterhausen

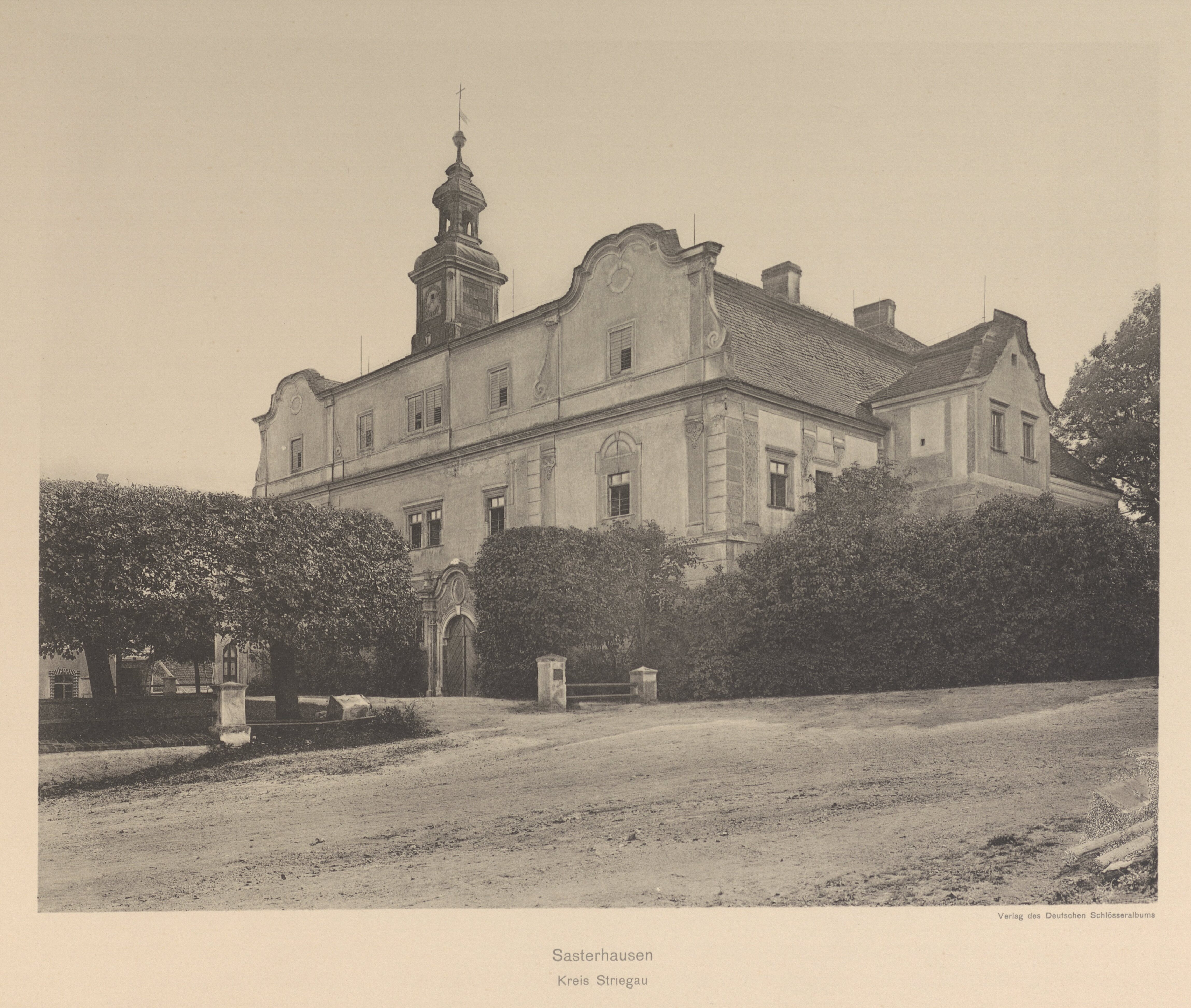
Schloss Sasterhausen

Schloss Sasterhausen (polnisch Pałac w Zastrużu) ist ein Schloss in Zastruże (Sasterhausen) im Powiat Świdnicki der Stadt- und Landgemeinde Żarów (Saarau) der Woiwodschaft Niederschlesien in Polen.

## Geschichte
Die Geschichte des Schlosses geht zurück auf eine Propstei des Klosters Grüssau. Die Propstei gelangte 1810 in bürgerlichen Besitz. Im Jahr 1901 erwarb diese Eugen von Kulmitz auf Gorkau. Ab 1928 war das Anwesen in Besitz der von Keyserlingk. Nach der polnischen Übernahme der Region wurde das Schloss 1950 zerstört.